# Pachydema megalops
Pachydema megalops är en skalbaggsart som beskrevs av Mico och Eduardo Galante 2009. Pachydema megalops ingår i släktet Pachydema och familjen Melolonthidae. Inga underarter finns listade i Catalogue of Life.